# 닛카와역
닛카와역(일본어: 新川駅, にっかわえき)은 일본 군마현 기류시에 있는 조모 전기 철도 조모 전기 철도 조모 선의 역이다.

## 역 구조
단선 승강장 1면 1선의 지상역으로 무인역이다. 원맨 운전으로 인하여 승차 위치가 지정되어 있다.

## 역 주변
- 아반세 니이사토점
- GEO니이사토점
- 캐리비안 비치 - 3.2km(도보 40분)
- 군마 곤충의 숲
- 기류 시립 니이사토히가시 초등학교
- 군마 은행 니이사토 지점
- 데일리 야마자키 기류 닛카와점

## 역사
- 1928년 11월 10일: 영업 개시.

## 인접역
| ■ 조모 전기 철도 조모 선   | ■ 조모 전기 철도 조모 선 | ■ 조모 전기 철도 조모 선   |
| -------------------------- | ------------------------ | -------------------------- |
| 니이사토 주오마에바시 방면 |                          | 히가시닛카와 니시키류 방면 |